# کامین-کاشیرسکی
کامین-کاشیرسکی (به روسی: Камінь-Каширськ) شهری در استان ولین در کشور اوکراین است. جمعیت این شهر ۱۲,۵۱۹ نفر (۲۰۲۱ تخمینی) است.

## نگارخانه

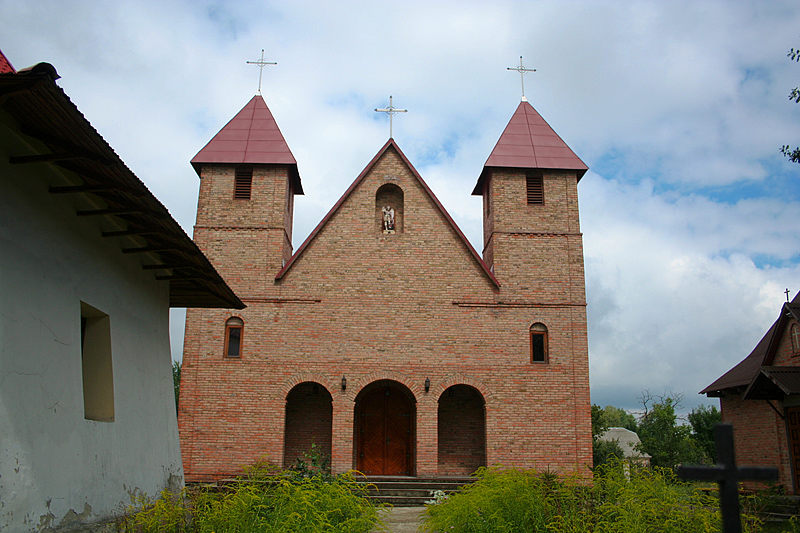
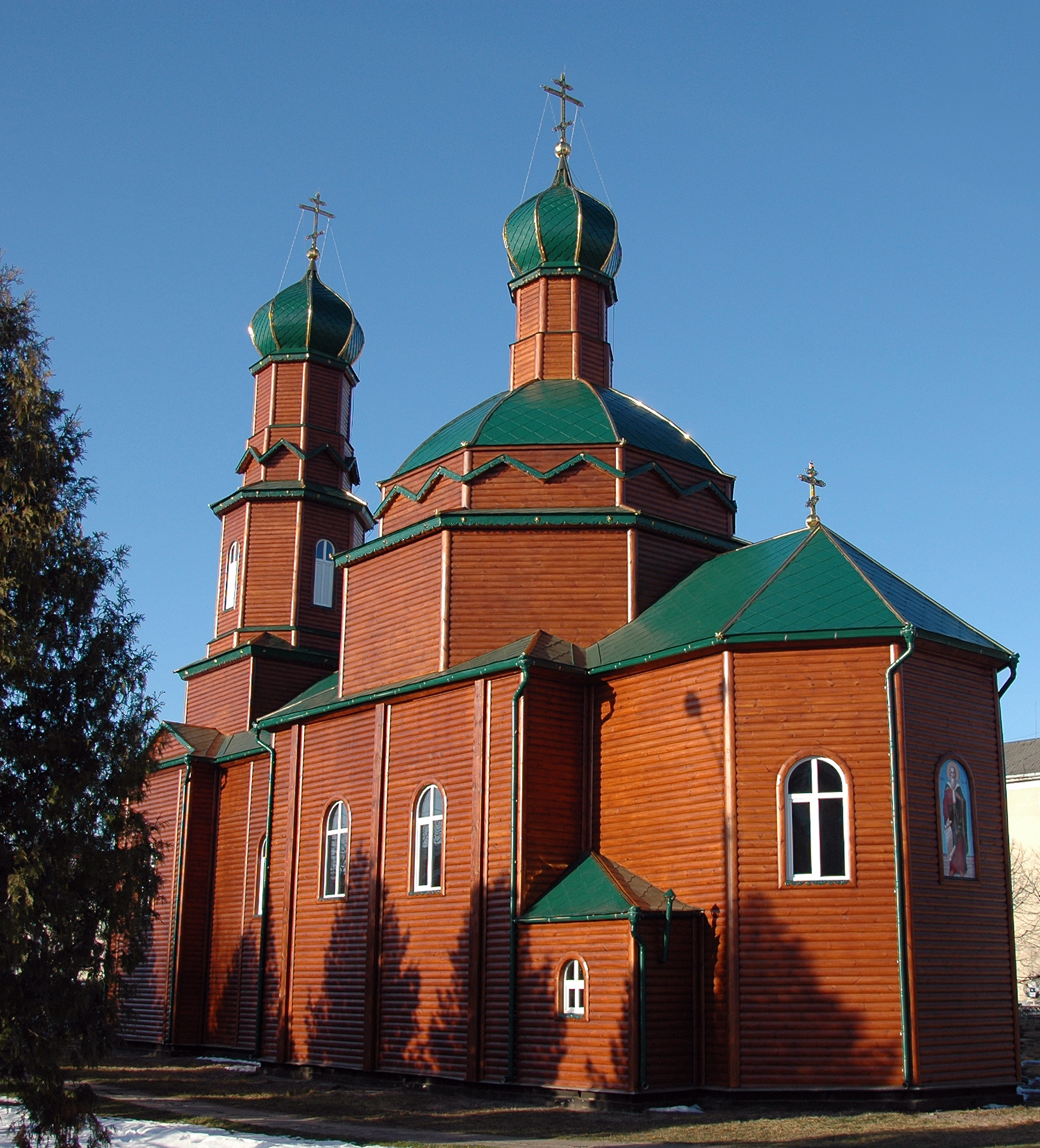
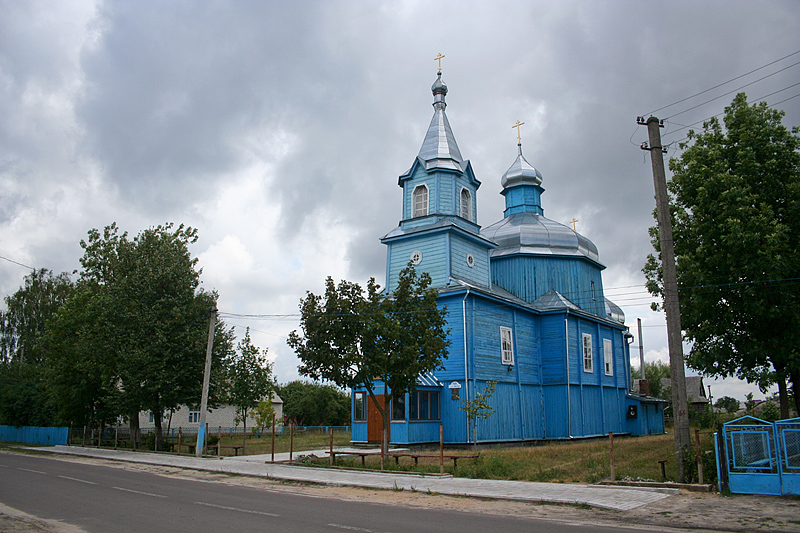